# Stadtstaaten der Swahili

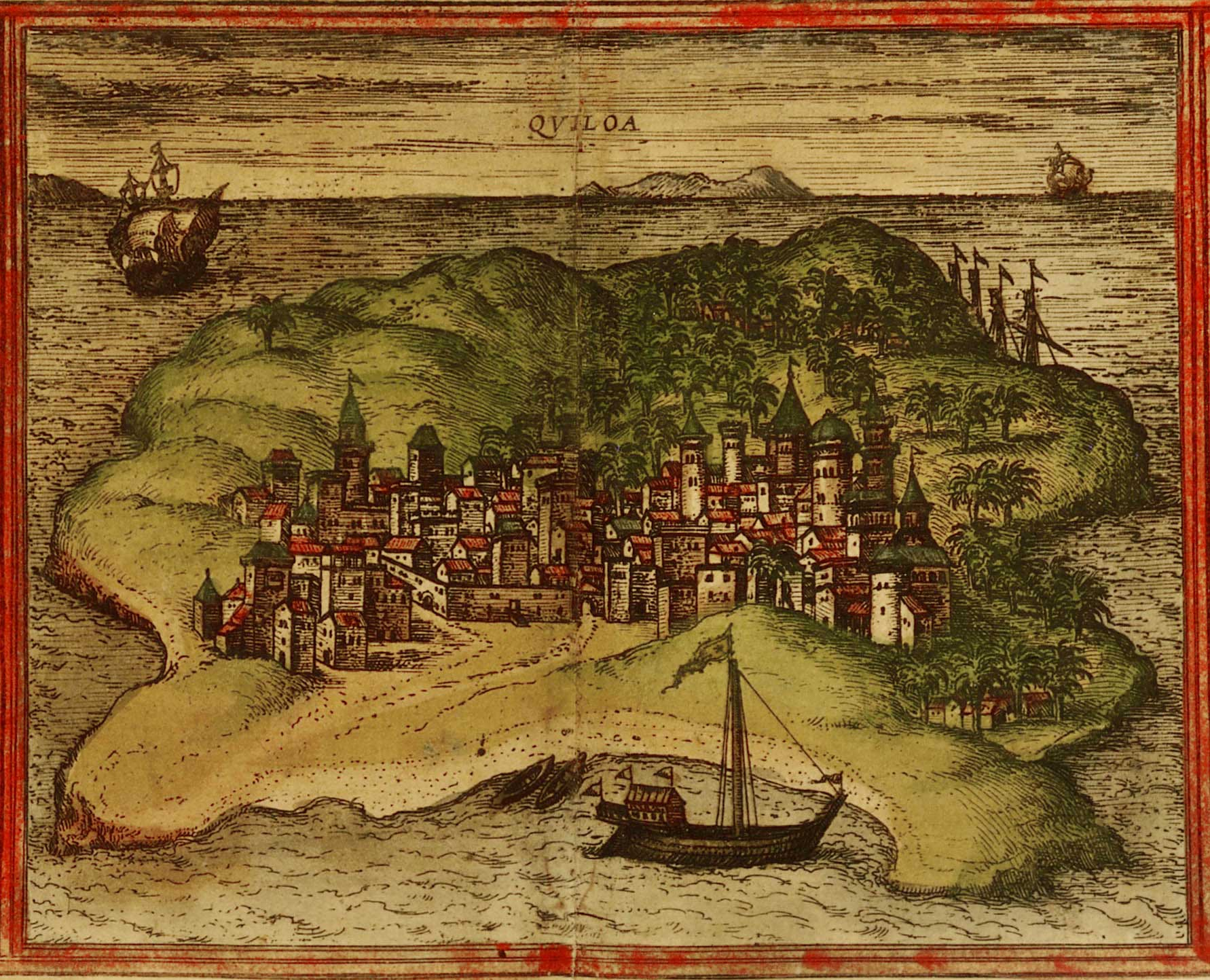
Die reiche Stadt Kilwa um 1520, Illustration aus Civitates orbis terrarum vol. I von Georg Braun und Franz Hogenberg (Ausgabe Beschreibung vnd Contrafactur der vornembster Stät der Welt, Köln 1582)

Unter den Stadtstaaten der Swahili versteht man eine Reihe von kosmopolitischen Städten an der ostafrikanischen Küste, die durch intensiven Handel mit Gold und Elfenbein vom Sambesiplateau zu beträchtlichem Reichtum gelangten und im Zeitraum von neunten bis zum frühen 16. Jahrhundert ihren Aufstieg und ihre Blütezeit erlebten. Obwohl jede dieser Städte eine eigenständige politische Einheit darstellte, teilten sie die gemeinsame Sprache Swahili, den Islam als prägendes Kulturelement sowie ähnliche soziale und kulturelle Strukturen, die sich zum Beispiel in der Architektur der Städte widerspiegelte. Dabei verbanden sie Elemente afrikanischer, arabischer und anderer Gesellschaften und bildeten eine eigene Kultur.
Viele dieser Städte, wie etwa Mogadischu, Sofala und Kilwa Kisiwani, entwickelten sich zu bedeutenden Handelsorten, die einerseits mit Innerafrika, andererseits mit Arabien und den Küsten Asiens Handel trieben und teilweise sogar eigene Münzen prägten.

## Geographie der Küste

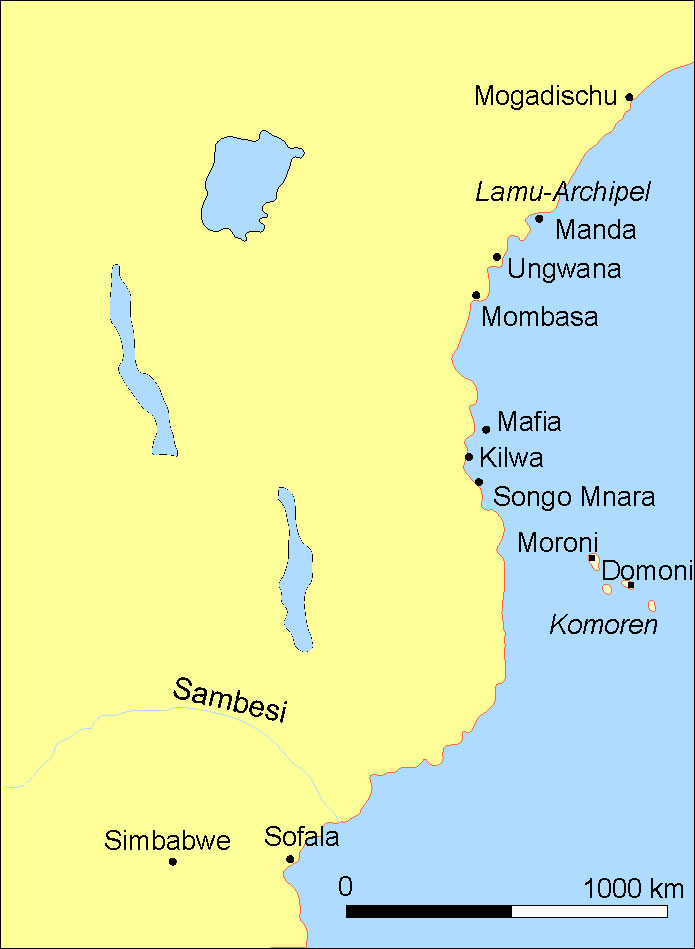
Die Städte an der Küste Ostafrikas

Die Küste Ostafrikas, von Somalia im Norden bis Kilwa im Süden, ist ca. 1500 Kilometer lang. Sie bildete das Kerngebiet der Swahilistädte. Im nördlichen Teil lagen sie meist nicht auf dem Festland, sondern auf küstennahen Inseln, da das Festland hier sehr trocken ist und kaum geeignete Buchten für einen Hafen bot. Südlich des Lamu-Archipels ist das Klima feuchter und damit freundlicher, so dass ab hier auch die eigentliche Küste genutzt wurde. Direkt gegenüber dem Archipel liegt die Mündung des Tana, davor befinden sich die Inseln Lamu, Pate und Manda. Auf jeder dieser Inseln lagen bedeutende Städte, wenn auch nicht gleichzeitig. Hier und weiter südlich gibt es zahlreiche Küstengewässer und viele kleine Buchten, die für einen Hafen geeignet sind. Daneben scheint bei der Wahl für den Standort einer Stadt auch die Fruchtbarkeit der Böden eine Rolle gespielt zu haben, womit anscheinend eine gewisse Selbstversorgung sichergestellt werden konnte. Es konnte somit eine Reihe wichtiger Orte auf dem Festland entstehen, andererseits findet man auch hier auf vorgelagerten Inseln einige Städte. Südlich der bedeutenden Stadt Kilwa sind zwar auch noch Händler und Orte bezeugt, doch gibt es hier kaum noch Wasserstellen am Meer und im Inland findet sich nur noch Wüste – diese Regionen waren deshalb ungeeignet für die Gründung von Häfen. Die südlichste Häfen waren Sofala, wahrscheinlich eher ein Umschlagsort denn eine Stadt, im heutigen Mosambik und Chibuene. Die Orte liegen mehr als 1000 km südlich von Kilwa. Die dort gefundene Keramik ähnelt jedoch der von Kilwa. Weitere Städte findet man auf den ca. 250 km vor der Küste von Mosambik liegenden Komoren und sogar auf Madagaskar, das zu dieser Zeit aber sonst keine bedeutende Rolle spielte.
Von dörflichen Siedlungen in der Küstenregion abgesehen, mit denen diese Städte in Kontakt standen und die sie wohl auch teilweise beherrschten, drang ihre Kultur nicht weiter nach Innerafrika vor und blieb auf eine schmale Zone am Meer beschränkt.

## Geschichte

### Bis zum 10. Jahrhundert

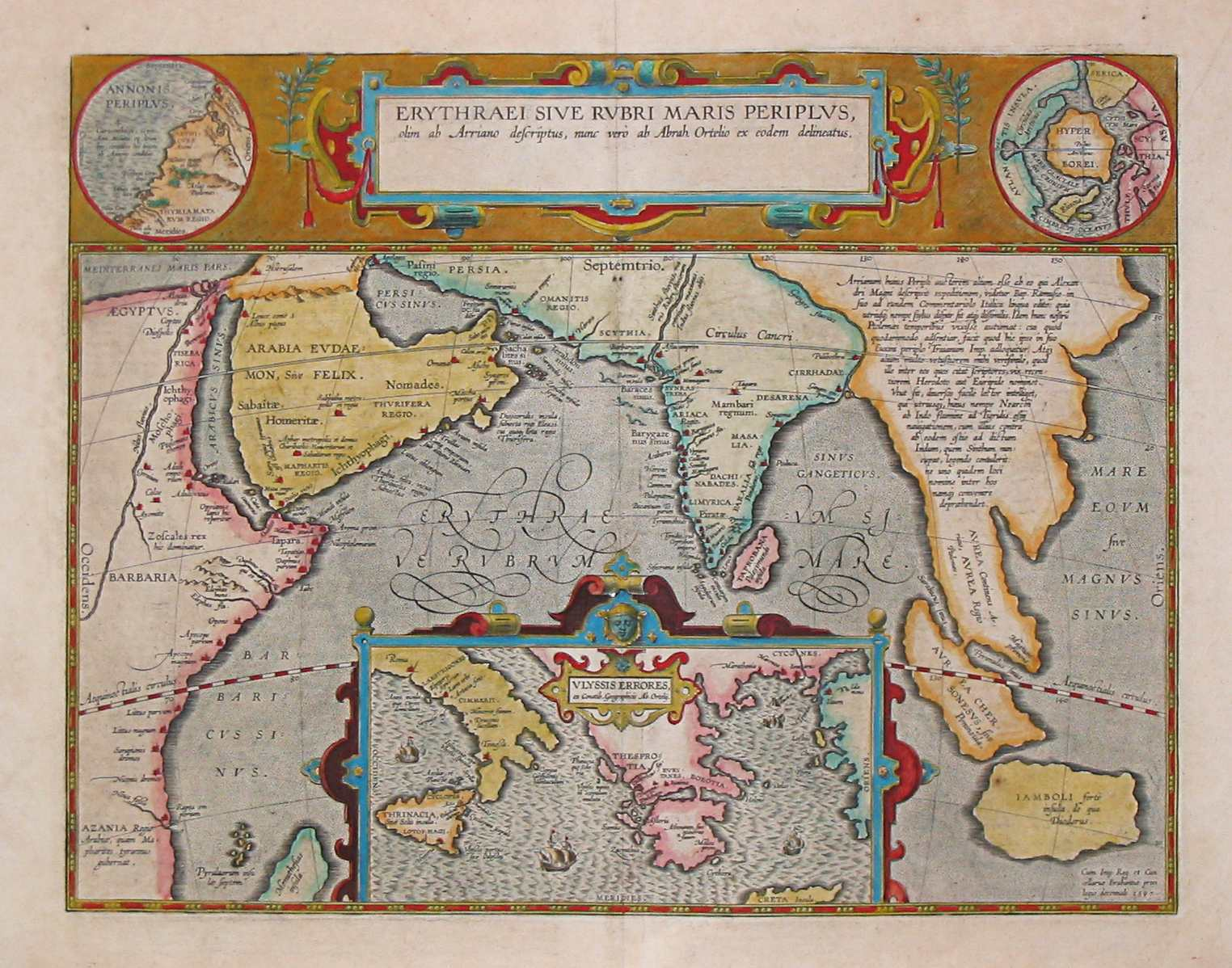
Periplus-Karte aus dem Theatrum orbis terrarum, mit den Handelsrouten an der nordostafrikanischen, arabischen und indischen Küste, von Abraham Ortelius, 1597

Die Ostküste Afrikas wurde schon von den Römern im Periplus Maris Erythraei im ersten nachchristlichen Jahrhundert beschrieben. Es fehlten lange Zeit aber archäologische Belege für diese Zeit. In antiken Quellen wird diese Region als Azania bezeichnet und mehrmals ein Handelsplatz namens Rhapta genannt.
Erst die Forschung in den letzten Jahren konnte auch Belege vor Ort erbringen. Es gab demnach an der Küste schon ab Christi Geburt feste Siedlungen. Diese sind durch die Kwale-Keramik und Eisenschlacken gekennzeichnet. Bei Kivinja konnten zahlreiche Importe aus dem Nahen Osten und dem Mittelmeerraum gefunden werden und belegen archäologisch den schriftlich überlieferten Handel. Aus späterer Zeit konnten Funde von iranischer Keramik auch im Inland 50 km hinter der Küste von Bagamoyo belegen, dass in diesem Zeitraum der Handel am Indischen Ozean bereits mit einem regionalen Handelsnetz verbunden war.
Im achten Jahrhundert war der arabische Raum von Bürgerkriegen geplagt. Viele Menschen flüchteten aus ihrer Heimat und ein Teil von ihnen ging nach Ostafrika, wo sie auf die Zandsch trafen, die an der Küste kleine Marktflecken kontrollierten. Obwohl die Zandsch anscheinend heftigen Widerstand leisteten, vermischten sich auf die Dauer die Neuankömmlinge mit der Urbevölkerung. Der bisher früheste nachgewiesene Ort liegt auf der Insel Manda im Lamu-Archipel. Hier fand man bei Ausgrabungen islamisch-persische Keramik und chinesisches Porzellan. Es wurden auch Reste einer Mauer gefunden, die zeigen, dass dieser Ort, der in das 9. Jahrhundert datiert, befestigt war. Viele Orte an der Ostküste, obwohl diese meist viel kleiner sind (im Schnitt nicht mehr als 5 Hektar) erbrachten vergleichbare Ausgrabungsergebnisse. Der Islam scheint als Religion noch keine Bedeutung gehabt zu haben, bisher konnte nur in Shanga eine Moschee nachgewiesen werden und es gibt einige wenige Gräber, die wegen ihrer Orientierung als islamisch eingeordnet werden. Aus Kilwa gibt es eine arabische Inschrift, die beweist, dass jemand an diesem Ort dieser Schrift und Sprache mächtig war. Die Keramik aus dem Nahen Osten zeigt, dass damals schon ein internationaler Handel bestand. Diese Keramik macht im Fundgut meist 1–5 % des gesamten keramischen Materials aus.
Ein weiterer Grund für den Aufschwung des Handels in dieser Region hatte vielleicht auch mit der Verlegung der islamischen Hauptstadt nach Bagdad zu tun. Der Persische Golf und damit der Indische Ozean erlangten damit eine stärkere Bedeutung in der islamischen Welt.

### 11.–16. Jahrhundert
Im 11. oder 12. Jahrhundert kamen eventuell neue Siedler aus Arabien hinzu. Es beginnt die eigentliche Blütezeit der Region. Die Städte wuchsen erheblich an, andere, wie Lamu, Baraawe oder Mogadischu wurden jetzt erst gegründet. Es wird im Schnitt von einer vierfachen Vergrößerung der vorhandenen Siedlungen ausgegangen, die nun zum Großen Teil städtischen Charakter erhielten. In dieser Periode wurde auch an allen Orten der Islam als Religion übernommen. Als Folge davon wurden zahlreichen Moscheen errichtet.

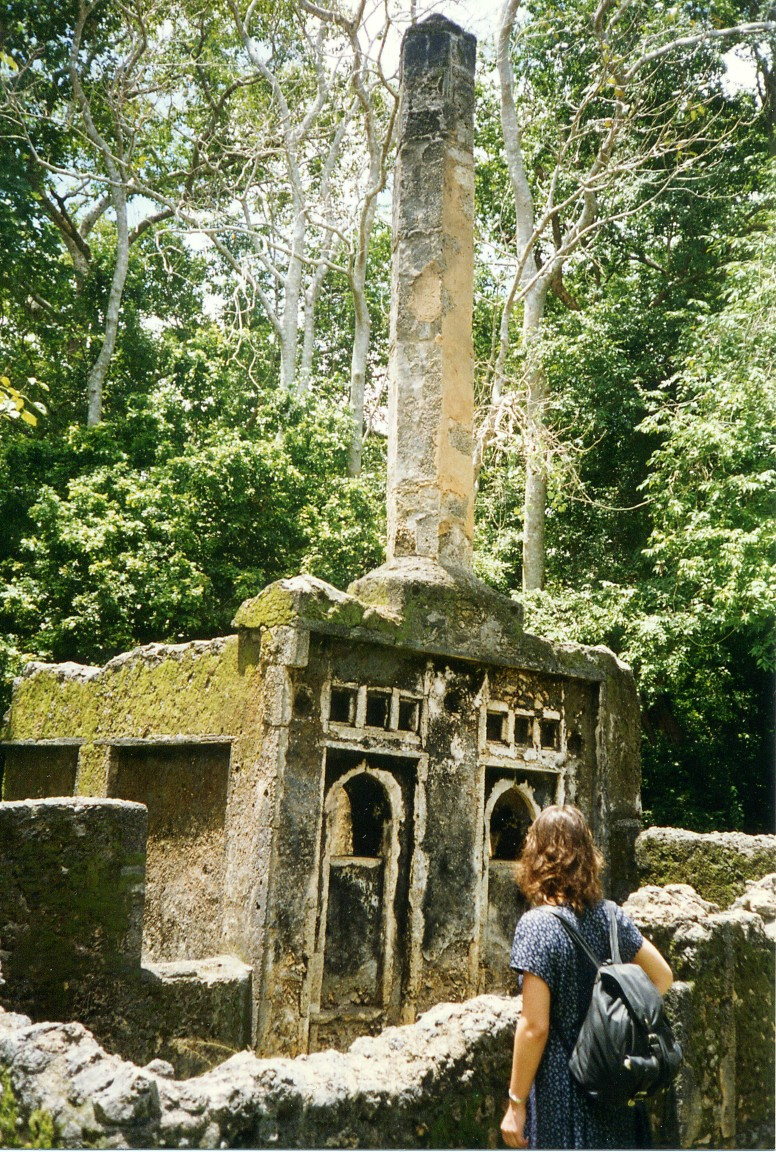
Gedi, ein 1399 datiertes Grabmal

Ausgrabungen förderten vielerorts chinesisches Porzellan und andere Importwaren zutage. Der Prozentsatz dieser Importe im Fundgut ist aber insgesamt kaum höher als vorher. Da die Orte nun größer waren, ist von einem Zuwachs des Handelsvolumens auszugehen. Kilwa im Süden scheint in dieser Zeit eine besondere Vormachtstellung errungen zu haben. Es ist auch einer der wenigen Orte, von dem eine Chronik (Kilwachronik) erhalten ist und dessen Geschichte deshalb in groben Zügen nachvollziehbar ist. Die Namen von etwa zwölf Sultanen sind durch Münzen bekannt.
In der Zeit vom 12. zum 15. Jahrhundert wurden auch die meisten Steinbauten errichtet. Aus den wenigen schriftlichen Quellen geht hervor, dass einige Städte wie Kilwa versuchten, eine Vormachtstellung gegenüber den anderen aufzubauen, was aber anscheinend nie wirklich gelang. Nicht einmal bei der Ankunft der Portugiesen vermochten sie sich gegen diesen Feind zu vereinigen. Schon kurz vor der Ankunft der Portugiesen gibt es Krisenzeichen. Vor allem die Eisen- und Textilproduktion gingen langsam zurück.
Al-Hasan ibn Sulaiman Abu'l-Mawahib (um 1330), der sicherlich der bedeutendste Herrscher von Kilwa war, bezeichnete sich immerhin auf seinen Münzen als siegreicher König, was ein gewisses Hegemoniebestreben andeutet. Es gibt schließlich auch Belege, dass die Sultane Feldzüge nach Innerafrika führten, doch scheint es nie zu ständigen Eroberungen gekommen zu sein. Es wird meist von einem Dschihad gegen Heiden gesprochen. Im Großen und Ganzen scheinen die Beziehungen zu Innerafrika aber eher gut gewesen zu sein. Die Bewohner des Landesinneren leisteten z. B. bei dem Angriff der Portugiesen auf Kilwa militärische Hilfe und sandten vor allem Bogenschützen zur Hilfe.

### Die Ankunft der Portugiesen
Schon vor dem Ankommen der ersten Europäer gab es Anzeichen für Krisen. Kilwa erlebte schon im 15. Jahrhundert einen Niedergang. Die dortige Münzproduktion hörte sogar schon im Jahr 1375 auf. Dies hatte vielleicht mit innerafrikanischen Machtverschiebungen zu tun. Das Munhumutapa-Reich zerfiel in dieser Zeit, so dass der Goldnachschub nicht mehr voll gewährleistet war. Auch Sofala, das vorher von Kilwa abhängig war, scheint sich eigenständig gemacht zu haben.
Als die Portugiesen um 1500 in dieser Region eintrafen, versuchten sie ohne Verzögerung, die Kontrolle über die reichen Städte zu gewinnen. Noch 1498 schloss Vasco da Gama einen Pakt mit Malindi. In den folgenden Jahren fuhren die Portugiesen mit schwer bewaffneten Schiffen in die Häfen ein und verlangten von den dortigen Herrschern, sich zu Untertanen der Portugiesen zu erklären. Wurde diese Forderung nicht erfüllt, plünderten sie die Stadt. Der Feldzug wurde als heiliger christlicher Krieg gerechtfertigt. Da selbst die großen Städte es nicht gewohnt waren, sich verteidigen zu müssen und auch waffentechnisch unterlegen waren, hatten die Portugiesen ein leichtes Spiel. Im Jahr 1503 griff Ruy Lourenço Ravasco Sansibar an und zwang die Stadt zur Tributzahlung. 1505 wurde Sofala eingenommen, und es wurde dort eine portugiesische Festung erbaut. Francisco de Almeida plünderte in den folgenden Jahren Kilwa, Mombasa und Baraawe. Die Portugiesen brachten nun den Handel unter ihre Kontrolle, wobei ihr Hauptinteresse der Gewürzhandel mit Indien war.
Obwohl die meisten Städte nicht verlassen wurden und es auch weitere Bauten von Moscheen und anderen Gebäuden gab, verlor die Region doch an Bedeutung. Die Blütezeit der ostafrikanischen Städte fand zu Beginn des 16. Jahrhunderts ein Ende.

## Gesellschaft
In der Forschung ging man lange davon aus, dass es sich bei diesen Städten um eine Hochkultur handelte, deren Entwicklung von Emigranten aus Arabien angestoßen wurde. Diese Sicht wurde durch die Afrikaforschung in den letzten dreißig Jahren relativiert. Heute versteht man die Küstenkultur dieser Zeit zumeist als afrikanische Gesellschaft, die durch die vielfältigen Kontakte mit Anrainergesellschaften des Indischen Ozeans einerseits und mit Gruppen des afrikanischen Hinterlands andrerseits ihre besondere Prägung erhielt.
So waren die Städte durch die angrenzenden Gesellschaften im Inland unterschiedlich beeinflusst, was auch die verschiedenen Dialekte des Swahili erklärt. Die Städte der nördlichen Küste im heutigen Somalia und Kenia unterhielten enge Kontakte mit kuschitischsprachigen Hirtenvölkern, mit denen sie auch durch politische Bande verknüpft waren. In den südlichen Städten waren bantusprachige Bauern die wichtigsten Kommunikations- und Handelspartner auf dem Festland.
Andererseits pflegten die Städte rege Beziehungen untereinander, die durch den leicht beschiffbaren Ozean – anders als auf dem unwegsamen Festland – über Tausende von Meilen möglich waren. Sie tauschten untereinander nicht nur Waren, sondern auch Menschen, Ideen und Technologien aus. Dieser Transportweg führte dazu, dass sich in den Städten eine ähnliche Kultur und ein gemeinsames Identitätsverständnis entwickelte.
Der Islam war eines der wichtigsten Verbindungselemente, ein zweites die gemeinsame Sprache Swahili. Trotzdem existierte keine Selbstbezeichnung als Swahili-Gesellschaft. Obwohl es bis zur Ankunft der Portugiesen keine gemeinsame politische Einheit gab, grenzten sich die Städte weniger untereinander ab als vielmehr zum einen von der schwarzen nichtmuslimischen Bevölkerung des Hinterlands und von den arabischen Einwanderern aus Übersee.

### Sozialstruktur der Stadtstaaten
Der Großteil der in den Städten lebenden Bevölkerung bestand aus Schwarzafrikanern, wie schon der Historiker Ibn Battuta berichtete. Die arabischen Ankömmlinge vermischten sich seit dem 9. Jahrhundert mit der einheimischen Bevölkerung und gingen in ihr auf. Die Oberschicht sah sich zwar als Teil der arabischen Welt und führte ihren Ursprung auf diese zurück, doch war die Sprache an der Küste Swahili und nicht Arabisch, auch wenn zumindest die Oberschicht die arabische Sprache und Schrift beherrschte. Die herrschenden Familien führten ihre Herkunft gerne auf bedeutende Orte in Arabien zurück. Al-Hasan bin Talut, der Begründer der Mahdalidynastie in Kilwa, behauptete, dass seine Familie aus dem Jemen stamme und deren Herkunft auf den Propheten selbst zurückführe. Inwieweit dies der Wahrheit entspricht, kann nicht gesagt werden. Adlige Familien betonen gerne eine bessere Herkunft, um ihren Führungsanspruch zu untermauern. Diesen Angaben sollte man daher mit einiger Skepsis begegnen.
Diese Oberschicht bestand zum großen Teil aus Kaufleuten, zu denen auch der Sultan und dessen Familie gehörten. Der Sultan erhob hohe Zölle auf die Waren, was einen Teil seines Reichtums darstellte. Die Oberschicht lebte in den Steinhäusern, die sich in den Zentren der Städte befanden. Diese Leute, die sich als Waungwana bezeichneten, dominierten das Leben in den Orten. Eine weitere Selbstbezeichnung der oberen sozialen Gruppe lautete Schirazi, die auf ihre Herkunft aus Persien hindeuten sollte. Tatsächlich handelte es sich dabei vermutlich um Familien afrikanischer Herkunft, die so ihre fehlenden Arabischkenntnisse erklärten, keinesfalls aber mit nichtmuslimischen und mittellosen Afrikanern identifiziert werden wollten. Nur diese Schicht besaß Land und die Handelsschiffe. Vor allem der Landbesitz verschaffte diesen Leuten den Zugriff auf wertvolle Hölzer, die auch oftmals exportiert wurden. Selbst die Jagd auf Elefanten, Nashörnern oder Löwen war nur ihnen erlaubt. Ausnahmen mussten vom König und seinem Rat bestätigt werden.
Der Großteil der Bevölkerung jedoch bestand aus Abhängigen dieser Oberschicht. Es waren Bauern, Fischer und Handwerker, aber auch Seeleute, die in den Städten oder in Dörfern an der Küste lebten. Für diese Gruppe sind drei Begriffe überliefert, die nahelegen, dass auch unter ihnen eine soziale Differenzierung stattfand: Wazalia waren Abkömmlingen von freigelassenen Sklaven oder aber freie Nachkommen von Sklaven, Watumwa waren die Sklaven und Wageni Besucher oder neu Hinzugezogene.
Für einige der Städte konnte ein Netz von kleineren Ortschaften in der Umgebung nachgewiesen werden, die von den Städten anscheinend beherrscht wurden und die wiederum die Städte mit landwirtschaftlichen Produkten versorgten. Zu jeder Stadt gehörte ein gewisses Gebiet. Von Kilwa ist bekannt, dass es diverse andere Orte beherrschte.
Abgesehen von der direkten Abhängigkeit nahegelegener Ortschaften muss die Kultur der Stadtstaaten große Attraktivität auch auf ferner abgelegene Gesellschaften gehabt haben. So gab es unter den Shona im heutigen Simbabwe, mit denen die Swahili rege Handelskontakte pflegten, im 16. Jahrhundert einige Hundert Muslime und islamische Traditionen wurden bis ins 20. Jahrhundert hinein gepflegt.

## Wirtschaft

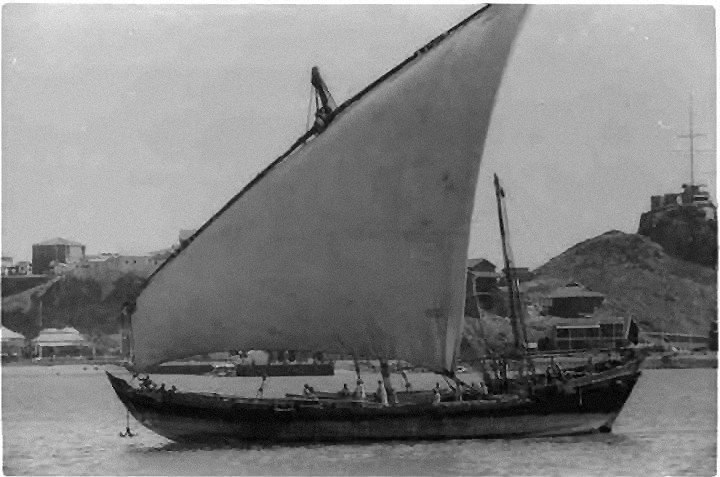
Dau um 1936 im Golf von Aden

Obwohl die meisten Städte durch den Überseehandel reich wurden, waren sie auch Teil eines lokalen Wirtschaftssystems, das ihnen die Selbstversorgung ermöglichte. Kaum eine von ihnen war in der Lage sich selbst zu versorgen, obwohl sie oft in fruchtbaren Gegenden lagen. In ihrem Umkreis finden sich kleine Dörfer, die sie mit landwirtschaftlichen Produkten versorgten, wobei Getreide, Reis, Kokosnüsse, Haustiere und Fische bezeugt sind. Diese kleineren Orte dürften wiederum engen Kontakt zum afrikanischen Hinterland gehabt haben. Meeresmuscheln fanden sich bis zu 150 km im Inland.
Der Fischfang als Nahrungsquelle spielte eine besondere Rolle. Die Fische wurden wahrscheinlich mit Speeren gejagt. Dementsprechend finden sich vor allem eher langsame Fische. Es ist eine umfangreiche lokale Keramik-, Perlen- und Eisenproduktion bezeugt. Vor allem die Keramikproduktion schloss sich fast lückenlos an die Keramiktradition Afrikas an und untermauert den eigenständig afrikanischen Charakter dieser Kulturlandschaft. Die Keramik scheint zunächst lokal in den einzelnen Haushalten produziert worden zu sein, später wurde sie auf spezielle Werkstätten verlagert. Der Fund von Spinnwirtel belegt eine eigene Textilproduktion. Eine besondere Rolle spielte der Aufbau und die Verarbeitung von Eisen. Eisen wurde für den eigenen Bedarf bearbeitet aber auch in großen Mengen exportiert. Ausgegrabene Eisenobjekte belegen eine große Bandbreite bekannter Metallverarbeitungstechniken, wie der Warm- oder Kaltformung. Es wurde Stahl produziert.
Als Hauptexportartikel im Überseehandel gelten vor allem Rohstoffe wie Elfenbein, Chlorite, Schildkrötenpanzer und Gold, das wohl vor allem aus dem Munhumutapa-Reich eingeführt wurde. Als Gegengabe erhielten diese Orte aus dem Nahen und Fernen Osten höherwertige Metallwaren, Glas und Porzellan, vielleicht auch Stoffe, Öle und Gewürze. Ob auch schon mit Sklaven gehandelt wurde, die im 19. Jahrhundert als Exportgut enorme Bedeutung gewannen, ist ungewiss. Im Irak wurden Sklavenaufstände im 9. Jahrhundert den „Zanj“ zugeschrieben, schwarzen Afrikanern also, zu denen auch jene zählten, die unter dem Namen „Kanbula“ bekannt sind, was vermutlich wiederum auf die Insel Kanbula im Lamu-Archipel hinweist. Auch Ibn Battuta schrieb über die häufigen Raubzüge des Sultan von Kilwa „in das Land der Zanj“.
Der Handel und Verkehr zur See war vor allem durch die Monsunwinde bestimmt. Der Nordostmonsun beginnt im November und dauert bis kurz nach Januar. In dieser Zeit war die Schifffahrt mit der Dau gefährlich, doch boten die Winde gute Möglichkeiten zum schnellen Fortkommen. Man nutzte die Monsune zum zügigeren Seefahren und versuchte gleichzeitig, ihre gefährlichen Zeiten zu umgehen. Im April beginnt der Südwestmonsun, der bis Juli andauert.
Mogadischu liegt Asien am nächsten und wurde deshalb als erster Hafen angelaufen. Er spielte deshalb eine bedeutende Rolle. Dort verweilten die Schiffe, bis das Wetter geeignet war, und fuhren dann weiter nach Süden. Kilwa, die südlichste Stadt, scheint auch der südlichste Ort gewesen zu sein, den man erreichen und wieder verlassen konnte, ohne überwintern zu müssen. Sofala, ganz im Süden, wurde anscheinend nur von Kilwa aus angesteuert.

## Aufbau und Architektur der Städte
Im achten und neunten Jahrhundert waren die Ortschaften meist klein, im Schnitt kaum einen Hektar groß. Die Bauten bestanden in der Regel aus vergänglichen Materialien wie Lehm, Holz und Stroh.
Ab dem zehnten Jahrhundert setzte ein merklicher Aufschwung ein. Die bedeutenderen Orte vergrößerten sich, waren mit 10 bis 15 Hektar aber weiterhin vergleichsweise bescheiden. Die Orte können nach ihrer Größe in fünf Klassen geteilt werden. Die kleinsten Orte, von denen es etwa 34 gab, waren nur etwa einen Hektar groß. Einige von ihnen hatten eine Moschee und einige wenige monumentale Grabanlagen. Die nächste Klasse, von denen es etwa 39 Orte gab, war nicht größer als 2,5 Hektar. Es gab ein oder zwei Moscheen, bis zu zehn monumentale Gräber und einige Wohnbauten aus Koralstein. Bei wiederum der nächsten Klasse handelte es sich schon um kleine, 2,5 bis 5 Hektar große Städte, von denen etwa 19 bekannt sind. Sie hatten wiederum 1 bis 2 Moscheen, bis zu zehn Steinhäuser, Stadtmauern und einige Grabanlagen. Bei der vorletzten Klasse handelte es sich um Städte, die 5 bis 15 Hektar groß waren. Sie hatten zwei Moscheen und 50 bis 100 Steinhäuser. Neun Städte gehörten dazu. Die größten Städte (Mogadischu, Baraawe, Malindi, Lamu, Mombasa, Pate, Ungwana, Gedi) nehmen eine Fläche von mindestens 15 Hektar ein, es gab mindestens drei Moscheen, verschiedene Friedhöfe und mehr als 100 Steinhäuser. Kilwa und Mahilaka mit einer Fläche von ca. 30 bzw. 60 Hektar gehörten zu den größten Städten. Für Kilwa und seine Umgebung ist um 1500 eine Einwohnerzahl von circa 4000 Menschen bezeugt. Die Stadtmauern umgaben häufig nur einen inneren Bezirk, während es außerhalb weitere bedeutende, nicht ummauerte Wohngebiete gab.

### Moscheen

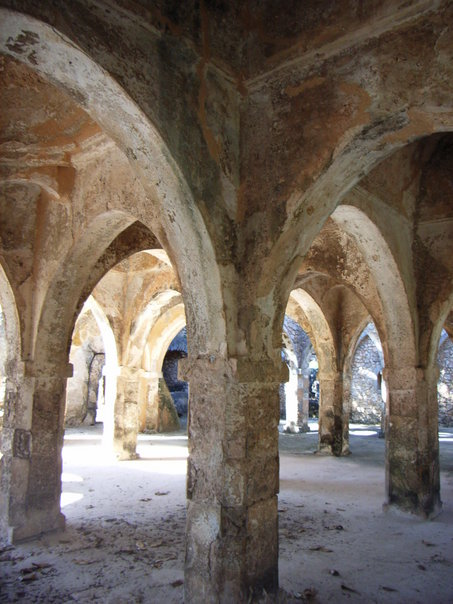
Die große Moschee in Kilwa

Seit dem 12. Jahrhundert gab es im Zentrum fast jeder Stadt mindestens eine Moschee. Baumaterial war in der Regel Korallenstein. Es handelte sich in der Regel um einen einfachen Raum von 9,5 mal 5,8 (in Sima) bis zu 14 mal 7,5 Meter (in Shanga) Größe. Dieser Raum konnte wiederum durch Reihen von Säulen unterteilt sein. Die Dächer bestanden aus Mangrovenholz oder hatte die Form einer Kuppel. Gegenüber dem Eingang befand sich der Mihrab. Er war nach Mekka ausgerichtet. Es handelte sich meist um eine einfache Nische mit einem Spitzbogen. Diese Bögen waren oft mit geometrischen Mustern verziert. Minarette sind nur selten und dann eher im Norden belegt. Ebenso gibt es nur wenige Minbars (die Kanzel, auf dem ein Prediger sprach). In den wenigen Fällen, wo sie belegt sind, handelte es sich um einen Einbau aus einfachem Mauerwerk. Hölzerne Minbars sind noch seltener. Die Bauten zeigen regionale Eigenheiten. Im Norden sind die Moscheen in der Mitte durch eine Reihe quadratischer Pfeiler gegliedert. Im Süden ist dagegen das Innere durch zwei Reihen von achteckigen Säulen gekennzeichnet.

### Andere Bauten
Neben einer oder mehreren Moscheen gab es eine Reihe von Steinhäusern, in denen die örtliche Oberschicht wohnte. Diese konnten teilweise recht luxuriös mit Badeanlagen ausgestattet sein. Die Eingänge bildeten monumentale Bogentüren, in denen sich wohl einst Holztüren befanden. Diese führten dann zu einem Innenhof, der an drei Seiten eine erhöhte Bank aufwies, auf der man sitzen konnte. Hier empfing der Hausherr Besucher und es wurden Geschäfte abgewickelt. Es folgte ein länglicher Empfangsraum, an den sich die Privaträume anschlossen. Große Häuser hatten auch noch einen speziell für Frauen reservierten Hof. Teppiche und Seidenstoffe sind als Raumausstattungen literarisch bezeugt. In einigen Häusern befanden sich in Repräsentationsräumen Wände, die mit Reihen von Nischen (zidaka) geschmückt waren. In den Nischen wurden Exportstücke, wie chinesisches Porzellan, zur Schau gestellt.
Die Portugiesen beschrieben für Kilwa dreistöckige Häuser, Balkone und zahlreiche Gärten in der Stadt: Die schönen Häuser, Terrassen und Minarette mit den Palmen und Bäumen in den Gärten, ließen die Stadt [Kilwa] von unseren Schiffen so schön aussehen.
Der Palast des Sultans sah meist nicht viel anders aus, auch wenn er größer war. Eine Ausnahme bildete nur der Husuni Kubwa (Swahili: großes, befestigtes Haus, der Name mag nicht zeitgenössisch sein) genannte Palast des Sultans von Kilwa, der sich 1,5 km außerhalb der Stadt befand und in den Ausmaßen alle weiteren Gebäude der Region übertraf. Er war zu jener Zeit das größte Steingebäude südlich der Sahara. Der Palast bestand aus einer Reihe von Höfen, hatte ein achteckiges, großes, sicherlich als Bad genutztes Wasserbecken im Privatbereich der Anlage, einen großen Audienzhof mit Bänken, der nachts mit Lampen erleuchtet wurde und zahlreiche Gemächer, die einst überwölbt waren.
Daneben gab es in jeder Stadt auch große Lagerhäuser für die zu verschiffenden Waren. In Kilwa waren diese zum Teil dem Palast angeschlossen. Der weitaus größte Teil der Bevölkerung lebte in einfacheren Häusern aus vergänglichem Material. Diese Bauten lassen sich heutzutage schwer nachweisen. Innerhalb des Stadtgebietes gab es meist auch mehrere Brunnen zur Trinkwasserversorgung.
In einigen Städten standen innerhalb der Wohngebiete aufwendige Grabdenkmäler, wobei diese mit einer Säule in der Mitte dekoriert waren. Dies ist eine nur für die ostafrikanische Küste typische Bauform. Manchmal trugen diese Mausoleen datierte Inschriften.
Im Stil ist diese Architektur meist eher einfach gehalten. Bauornamentik kommt vor, ist aber die Ausnahme und beschränkt sich auf Türrahmen oder einzelne Zierleisten. Es finden sich geometrische Muster mit Anleihen aus dem mamelukischen Ägypten. Die Gestaltung der Kuppeln übernahmen seldschukische Formen des 12. Jahrhunderts. Die Spitzbögen in den Moscheen hatten dagegen ihren Ursprung in Indien.